# 阿米爾·布什凱維茨
阿米爾·以薩夏·布什凱維茨 ( （页面存档备份，存于）英語：，1986年4月9日—)，以色列-南非鋼琴家。

## 職業生涯
阿米爾·布什凱維茨出生於耶路撒冷，在南非長大。父母分別源自立陶宛和德國，他四歲開始彈鋼琴。他現在定期在歐洲、北美、非洲、亞洲和澳大利亞演出。他曾出現在薩爾茨堡、拜羅伊特和盧塞恩的節日，羅馬的Pontino di Latina 音樂節，巴塞羅那卡薩爾斯音樂節，耶路撒冷 Schubertiade，德國的海德堡音樂節，加拿大Musica ClassicadeMontréal 音樂節，Festival Pitic 在墨西哥和法國艾克斯普羅旺斯節。
在南非進行初步研究之後，他在菲利普莫爾（Phillip Moll）的德國萊比錫孟德爾頌音樂戲劇學院擔任DAAD學者。此後，除德國萊比錫音樂學院之外，阿米爾·布什凱維茨亦曾於法國巴黎國立高等音樂學院、菲利克斯·門德爾松·巴托爾迪學院學習。
阿米爾·布什凱維茨同時亦為已故當代音樂大師迪特里希·菲舍爾-迪斯考的最後一位學生。他也曾師從世界著名歌唱家艾丽·阿美玲、托马斯·夸斯托夫、托马斯·汉普森、布麗姬‧法絲賓德、芭芭拉·邦尼與特蕾莎·布干薩。

### 2011
2011年，他在海德堡首次獲得利德學院獎學金。

### 2013
阿米爾·布什凱維茨在2013年5月，獲得理查德·瓦格納青年獎的第一名後，由於該年度同時為紀念瓦格納誕辰200週年，其在競爭激烈之下獲得首獎，因而開始受到國際古典音樂論壇注目。

## 褒揚與獎學金
阿米爾·布什凱維茨曾獲德國學術交流總署國際藝術獎學金、歐洲委員會獎、法德青年藝術家獎、萊比錫孟德爾頌音樂戲劇學院交際圈（HMT Freundeskreis）獎學金、Ad-Infinitum-Stiftung 獎、Oppenheimer 紀念信託獎學金，Bill Venter / FAK 獎學金、Pretorium Trust 獎學金、FAK 高級音樂獎、PJ Lemmer 獎學金、南非音樂權利組織（Southern African Music Rights Organisation, SAMRO）獎學金 ，Isaac Greenberg 猶太學生獎學金、Du Toit / Van Tonder 獎、Gladwell 獎學金、Gideon Roos / Esther Mentz 獎、Stellenbosch Vrouevereniging 獎與 Brenda Rein 獎學金等。
2014年，阿米爾·布什凱維茨被任命為倫敦大英圖書館愛迪生研究員。
阿米爾·布什凱維茨亦參與並獲得多特蒙德舒伯特作品國際鋼琴大賽、勃拉姆斯國際鋼琴大賽、倫敦威格摩爾音樂廳大賽和法國巴黎貝隆大賽。他還曾摘得理察·華格納大獎。

## 作品
- 2017 - Franz Schubert: Impromptus & Klavierstücke [7] Solo Piano album (Hänssler Classic)
- 2017 - Liszt: 15 Songs [8] Liszt: 15 Songs, Timothy Fallon, tenor, Ammiel Bushakevitz, piano. Recorded at the (Jerusalem Music Centre), Israel.  (BIS Records)
- 2017 - Fries: Sisi Poems - Lieder der Kaiserin Elisabeth [9] Nina Bernsteiner, mezzo-soprano, Ammiel Bushakevitz. Vienna, Austria. (Gramola)
- 2016 - Lieder aus der Jugendstil. Thuille, Wolf, Pfitzner, Mahler, Marx, Zemlinsky [10] Hagar Sharvit, mezzo-soprano; Ammiel Bushakevitz, piano. Recorded in Mürzzuschlag, Austria.
- 2015 - Mozart - Sonatas for piano and violin [11]  Avigail Bushakevitz, piano; Ammiel Bushakevitz, violin. Recorded in Capellades, Spain (Solfa Records)
- 2014 - Duo Aurelius live in Catalonia. Mozart, Szymanowski, Beethoven, Tahberer [12]  Deniz Tahberer, violin; Ammiel Bushakevitz, piano.  (Solfa Records)
- 2013 - Ammiel Bushakevitz plays Schubert [10] Ammiel Bushakevitz, piano. Recorded in Paris, France. (IAWS)

## 外部連結
- Discogs Discography （页面存档备份，存于）
- Official Website （页面存档备份，存于）
- IMDb Profile
- http://www.ilcorrieremusicale.it/lisraeliano-ammiel-bushakevitz-interpreta-schubert-e-chopin/ （页面存档备份，存于）
- Website of Management Agency （页面存档备份，存于）
- 1.21 巴黎美好年代Belle Époque音乐会@Temple东景缘 - 凤凰 （页面存档备份，存于）